# Ardisia tysonii
Ardisia tysonii är en viveväxtart som beskrevs av Cyrus Longworth Lundell. Ardisia tysonii ingår i släktet Ardisia och familjen viveväxter. Inga underarter finns listade i Catalogue of Life.